# Frands Fischer
Frands Fischer (født 5. maj 1976) er en dansk skoleleder og lokalpolitiker for Socialdemokratiet. Han tog over som borgmester i Skanderborg Kommune den 1. april 2019, da forgængeren Jørgen Gaarde besluttede at fratræde, som borgmester.